# Érik Comas
Érik Comas (Romans-sur-Isère, Droma, França, 28 de setembre del 1963) és un pilot de curses francès que va arribar a disputar curses de Fórmula 1.
Érik Comas va debutar a la primera cursa de la temporada 1991 (la 42a temporada de la història) del campionat del món de la Fórmula 1, disputant el 10 de març del 1991 el G.P. dels Estats Units al circuit de Phoenix.
Va participar en un total de seixanta-tres curses puntuables pel campionat de la F1, disputades en quatre temporades consecutives (temporada 1991 - temporada 1994), aconseguint una cinquena posició com millor classificació en una cursa i assolí set punts pel campionat del món de pilots.

## Resultats a la Fórmula 1
| Any  | Equip                  | Xassís    | Motor       | 1       | 2       | 3       | 4       | 5       | 6       | 7       | 8       | 9       | 10      | 11      | 12      | 13      | 14      | 15      | 16      | Posició | Punts |
| ---- | ---------------------- | --------- | ----------- | ------- | ------- | ------- | ------- | ------- | ------- | ------- | ------- | ------- | ------- | ------- | ------- | ------- | ------- | ------- | ------- | ------- | ----- |
| 1991 | Ligier Gitanes         | Ligier    | Lamborghini | USA NVQ | BRA Ret | SMR 10  | MON 10  | CAN 8   | MEX NVQ | FRA 11  | GB NVQ  | ALE Ret | HON 10  | BEL Ret | ITA 11  | POR 11  | ESP Ret | JAP Ret | AUS 18  | -       | 0     |
| 1992 | Ligier Gitanes Blondes | Ligier    | Renault     | SUD 7   | MEX 9   | BRA Ret | ESP Ret | SMR 9   | MON 10  | CAN 6   | FRA 5   | GB 8    | ALE 6   | HON Ret | BEL NVQ | ITA Ret | POR Ret | JAP Ret | AUS Ret | 11è     | 4     |
| 1993 | Larrousse F1           | Larrousse | Lamborghini | SUD Ret | BRA 10  | EUR 9   | SMR Ret | ESP 9   | MON Ret | CAN 8   | FRA 16  | GBR Ret | ALE Ret | HON Ret | BEL Ret | ITA 6   | POR 11  | JAP Ret | AUS 12  | 20è     | 1     |
| 1994 | Tourtel Larrousse F1   | Larrousse | Ford        | BRA 9   | PAC 6   | SMR Ret | MON 10  | ESP Ret | CAN Ret | FRA Ret | GBR Ret | ALE 6   | HON 8   | BEL Ret | ITA 8   | POR Ret | EUR Ret | JAP 9   | AUS     | 23è     | 2     |

### Resum
| Curses: | Victòries: | Pòdiums: | Poles: | Voltes ràpides: | Punts: |
| ------- | ---------- | -------- | ------ | --------------- | ------ |
| 63 (59) | 0          | 0        | 0      | 0               | 7      |